# Hospital Punta de Europa
El Hospital Universitario Punta de Europa situado en Algeciras, en la provincia de Cádiz en España es un hospital público dependiente del Servicio Andaluz de Salud. El hospital fue inaugurado en 1978. Es el hospital más importante de la comarca del Campo de Gibraltar, y principal dentro del Área de Gestión Sanitaria del Campo de Gibraltar Oeste. Tiene instaladas 327 camas.
La Junta de Andalucía planificó en 2007 la construcción de un hospital materno-infantil junto al Punta de Europa en 2007, sin embargo aún no se ha redactado su proyecto constructivo.

## Especialidades
- Médicas
  - Cuidados críticos y urgencias
  - Unidades funcionales dependientes
  - Cuidados críticos
  - Urgencias
  - Hematología y hemoterapia (clínica)
  - Medicina física y rehabilitación
  - Medicina interna
    - Unidades funcionales dependientes
    - Aparato digestivo
    - Cardiología
    - Neumología
    - Unidad de infecciosos

  - Oferta asistencial diferenciada
    - Alergología
    - Endocrinología y Nutrición
    - Nefrología
    - Neurología
    - Oncología médica
    - Pediatría
    - Unidad funcional dependiente
    - Unidad de Neonatología
    - Salud mental

  - Unidades funcionales dependientes
    - E.s.m.d. (equipo de salud mental de distrito)
    - Hospital de día de salud mental
    - Unidad de hospitalización de salud mental
- Médico–quirúrgicas
  - Anestesiología y reanimación
  - Unidad funcional dependiente
  - Unidad del dolor (clínica del dolor)
  - Cirugía general y digestiva
  - Cirugía ortopédica y traumatología
  - Dermatología m.q. y venereología
  - Obstetricia y ginecología
  - Unidades funcionales dependientes
  - Ginecología
  - Obstetricia
  - Oftalmología
  - Otorrinolaringología
  - Urología
- Diagnósticas
  - Análisis Clínicos
  - Unidades funcionales dependientes
  - Bioquímica Clínica
  - Microbiología y Parasitología
  - Anatomía Patológica
  - Hematología y Hemoterapia (laboratorio)
  - Radiodiagnóstico
  - Medicina nuclear
- Generales
  - Farmacia Hospitalaria
  - Medicina Preventiva y Salud Pública